# Première circonscription électorale de la province d'Ankara
La première circonscription électorale d'Ankara correspond à un groupement de 9 districts au sud de la province du même nom et envoie 13 députés à la Grande Assemblée nationale de Turquie (18 entre 2015 et 2018).

## Composition
La première circonscription d'Ankara est divisée en 9 districts (ilçe). Chaque district est composé d'un chef-lieu et de municipalités (communes et villages).

## Résultats électoraux

### Élections législatives de 2018
| Partis                   | Partis                                        | Voix      | %     | Sièges | +/-           | Élus                                                                           |
| ------------------------ | --------------------------------------------- | --------- | ----- | ------ | ------------- | ------------------------------------------------------------------------------ |
|                          | Parti républicain du peuple (CHP)             | 450 518   | 35,49 | 5      | 2             | Tekin Bingöl, Levent Gök, Ali Haydar Hakverdi, Bülent Kuşoğlu et Gamze Taşcıer |
|                          | Parti de la justice et du développement (AKP) | 391 457   | 30,83 | 4      | 4             | Tuğrul Türkeş, Fatih Şahin, Yalçın Akdoğan et Ali İhsan Arslan                 |
|                          | Le Bon Parti (İYİ)                            | 156 592   | 12,33 | 2      | Nv.           | Koray Aydın et İbrahim Halil Oral                                              |
|                          | Parti d'action nationaliste (MHP)             | 136 050   | 10,72 | 1      | 1             | Mevlüt Karakaya                                                                |
|                          | Parti démocratique des peuples (HDP)          | 112 080   | 8,83  | 1      | en stagnation | Filiz Keretecioğlu Demir                                                       |
|                          | Parti de la félicité (SP)                     | 17 368    | 1,37  | 0      | en stagnation |                                                                                |
|                          | Parti patriote (VATAN)                        | 3 280     | 0,26  | 0      | en stagnation |                                                                                |
|                          | Parti de la cause libre (HÜDA PAR)            | 1 194     | 0,09  | 0      | en stagnation |                                                                                |
|                          | Indépendants (Ind.)                           | 1 024     | 0,08  | 0      | en stagnation |                                                                                |
|                          |                                               |           |       |        |               |                                                                                |
| Total                    | Total                                         | 1 269 563 | 100   | 13     | 5             | -                                                                              |
| Inscrits / participation | Inscrits / participation                      | 1 401 859 | 89,17 |        |               |                                                                                |

### Élections législatives de 2023
| Partis                   | Partis                                        | Voix      | %     | Sièges | +/-           | Élus |
| ------------------------ | --------------------------------------------- | --------- | ----- | ------ | ------------- | --- |
|                          | Parti républicain du peuple (CHP)             | 584 966   | 41,54 | 6      | 1             | Gamze Taşcıer, Deniz Demir, Okan Konuralp, Sadullah Ergin, Mustafa Nedim Yamalı et Aliye Timisi Ersever |
|                          | Parti de la justice et du développement (AKP) | 351 917   | 24,99 | 4      | en stagnation | Tuğrul Türkeş, Jülide Sarieroğlu, Murat Alparslan et Zehranur Aydemir                                   |
|                          | Le Bon Parti (İYİ)                            | 182 215   | 12,94 | 2      | en stagnation | Koray Aydın et Ahmet Eşref Fakıbaba                                                                     |
|                          | Parti d'action nationaliste (MHP)             | 115 843   | 8,23  | 1      | en stagnation | Mevlüt Karakaya                                                                                         |
|                          | Parti de la gauche verte (YSP)                | 58 516    | 4,16  | 0      | 1             | |
|                          | Parti de la victoire (ZP)                     | 41 758    | 2,97  | 0      | Nv.           | |
|                          | Nouveau parti de la prospérité (YRP)          | 27 310    | 1,94  | 0      | Nv.           | |
|                          | Parti de la patrie (M)                        | 13 355    | 0,95  | 0      | Nv.           | |
|                          | Parti de la grande unité (BBP)                | 12 083    | 0,86  | 0      | en stagnation | |
|                          | Parti communiste de Turquie (TKP)             | 3 652     | 0,26  | 0      | en stagnation | |
|                          | Parti de la justice (AP)                      | 2 624     | 0,19  | 0      | Nv.           | |
|                          | Parti jeune (GP)                              | 2 074     | 0,15  | 0      | en stagnation | |
|                          | Parti de la mère patrie (ANAP)                | 1 849     | 0,13  | 0      | en stagnation | |
|                          | Parti de gauche (SOL)                         | 1 517     | 0,11  | 0      | en stagnation | |
|                          | Parti des travailleurs de Turquie (TIP)       | 1 353     | 0,10  | 0      | en stagnation | |
|                          | Parti patriote (VATAN)                        | 1 324     | 0,09  | 0      | en stagnation | |
|                          | Parti de la justice et de l'unité (AB)        | 1 174     | 0,08  | 0      | Nv.           | |
|                          | Parti de la nation (MP)                       | 1 155     | 0,08  | 0      | en stagnation | |
|                          | Parti de l'union du pouvoir (GBP)             | 800       | 0,06  | 0      | Nv.           | |
|                          | Parti de la route nationale (MYP)             | 630       | 0,04  | 0      | Nv.           | |
|                          | Mouvement communiste (TKH)                    | 572       | 0,04  | 0      | Nv.           | |
|                          | Parti de libération du peuple (HKP)           | 515       | 0,04  | 0      | en stagnation | |
|                          | Parti des droits et libertés (HAK)            | 493       | 0,04  | 0      | en stagnation | |
|                          | Parti de l'innovation (YP)                    | 4         | 0,00  | 0      | Nv.           | |
|                          | Indépendants (Ind.)                           | 562       | 0,04  | 0      | en stagnation | |
|                          |                                               |           |       |        |               | |
| Total                    | Total                                         | 1 408 261 | 100   | 13     | en stagnation | - |
| Inscrits / participation | Inscrits / participation                      | 1 519 161 | 91,11 |        |               | |